# Balmenach
Balmenach est une distillerie de whisky située à Cromdale près de Grantown-on-Spey dans le Morayshire dans la grande région productrice de whisky, le Speyside.

## Histoire
La distillerie a probablement été fondée en 1824 par James McGregor. De 1897 à 1930 la distillerie appartient à la compagnie Balmenach Glenlivet Distillery avant d’être vendue à Scottish Malt. Balmanach est fermée pendant la Seconde Guerre mondiale. En 1962, le nombre d’alambics passe de quatre à six. L’aire de maltage est fermée en 1964 pour être remplacée par une cuve de maltage de type saladin qui sera utilisée jusque dans les années 1980.
En 1987, United Distillers prend possession de la distillerie et arrête la production six ans plus tard, en 1993.
En décembre 1997, Inver House rachète Balmenach et le 2 mars 1998 la production reprend.

## Production
L’eau utilisée à la distillerie provient de la source Cromdale. Le malt est acheté à la malterie de United Distillers, l’ancien propriétaire. La distillerie possède un mashtun de 7,6 tonnes en acier inoxydable et six cuves de fermentation en pin Douglas de 40 000 litres chacune. Balmenach compte six alambics, trois wash stills de 16 000 litres et trois spirit stills de 10 500 litres chauffés à la vapeur.
Actuellement il n’existe pas d’embouteillage officiel de Balmenach. L’ancien 12 ans d’âge de la série Flora and Fauna de Diageo a disparu du marché. Comme la production n’a repris qu’en 1998, il faudra attendre au moins jusqu’en 2010 pour qu’une bouteille équivalente puisse être remise en vente. Par contre il existe de nombreuses versions de Balmenach mises en bouteilles par les embouteilleurs indépendants.
Embouteillage officiel
Embouteillage indépendant
- Gordon & Macphail : Balmenach 1991 Connoisseur's Choice 43%